# Stiniva 1
Stiniva 1 je majhen nenaseljen otoček v Jadranskem morju. Pripada Hrvaški. Nahaja se ob severni obali otoka Korčule, približno 240 m od obale, severno od Vele Luke. V istem zalivu je otoček Stiniva 2.
Površina otočka je 1322 m² in se dviga do 4 m nad morje.